# Nemia Kenatale

a Compétitions nationales et continentales officielles uniquement.

b Matchs officiels uniquement.
Dernière mise à jour le 19 juillet 2022.
Nemia Kenatale, né le 21 janvier 1986 à Tavua (Fidji), est un joueur international fidjien de rugby à XV évoluant au poste de demi de mêlée. Il mesure 1,73 m pour 92 kg.

## Carrière

### En club
Nemia Kenatale a d'abord commencé à jouer dans son pays natal avec Tailevu et Nadroga, avant de lancer véritablement sa carrière professionnelle en rejoignant la Nouvelle-Zélande en 2012, avec la province du Southland en NPC,. Cette même année, il est appelé dans l'effectif élargi de la franchise des Highlanders qui évolue en Super Rugby, mais il ne disputera pas le moindre match. 
En 2014, il rejoint le championnat roumain et le club du Farul Constanta pour une saison. Il joue ensuite deux autres saisons avec le Steaua Bucarest dans ce même championnat.
En 2016, il quitte la Roumanie pour l'Écosse en signant un contrat d'une saison avec les Glasgow Warriors qui évoluent en Pro12. Au terme de la saison, après seulement trois matchs joués comme remplaçant, il n'est pas conservé et quitte le club,.
Il retourne ensuite vivre aux Fidji, et fait un bref retour à la compétition en 2022 avec son ancienne équipe de Tailevu en Skipper Cup.

### En équipe nationale
Nemia Kenatale obtient sa première cape internationale le 22 juin 2008 à l’occasion d’un match contre l'équipe du Japon au Tokyo.
Il fait partie du groupe sélectionné pour participer à la Coupe du monde 2011 en Nouvelle-Zélande. Il joue quatre matchs lors de la compétition, contre la Namibie, l'Afrique du Sud, les Samoa et le pays de Galles.
Il dispute son deuxième mondial en 2015 en Angleterre. Il joue cette fois trois rencontres, affrontant l'Australie, le pays de Galles et l'Uruguay.

## Palmarès

### En club
Néant

### En sélection nationale
- Vainqueur de la Coupe des nations du Pacifique en 2013, 2015 et 2016.

## Statistiques
- 39 sélections avec les Fidji entre 2008 et 2016.
- 35 points (7 essais)

- Participations aux Coupes du monde 2011 (4 matchs) et 2015 (3 matchs).